# Jan Rørdam
Jan Rørdam (født 11. september 1958) er en dansk sanger, komponist, musiker, og producer. Han har sammen med Aske Bentzon skrevet musikken til Bamses Billedbog, som blev udgivet første gang på et album i 1986 og solgte 170.000 eksemplarer. Han har også skrevet musikken til TV 2-julekalenderne med Pyrus (1994–2000). Desuden har han medvirket på udgivelser med Søren Sko, Elisabeth Gjerluff Nielsen, Benjamin Koppel, Maria Montell, og Caroline Henderson.
I 1999, var der en DR produktion der spurgte sig selv om, hvornår fanden musikken kommer. Produktionen stod med hvad der skulle vise sig at være Danmarks første reality-serie Dahlgårds Tivoli. Produktionen hyrede Jan Rørdam, og dennes percussion-tema til serien, bliver stadig nydt af mange den dag i dag.[kilde mangler]
I 1983 mødte han sangerinden Alberte Winding, som han senere blev gift med. Sammen fik de en søn og en datter, indtil deres skilsmisse i 2001. Rørdam var bl.a. med til at komponere musikken til flere af Alberte Windings albums, heriblandt albummene Lyse nætter (1991) og Tju bang chokolademand (Det er mig, der bestemmer her) (1994) der solgte henholdsvis 80.000 og 165.000 eksemplarer.
Fra 2012-2018 var han været kæreste med journalist Mette Vibe Utzon.

## Produceret musik til[1]

### Film
- Det skaldede spøgelse (1992)
- Under overfladen (1999)
- Møgunger (2003)

### Julekalendere
- Alletiders jul (1994)
- Alletiders nisse (1995)
- Bamses Julerejse (1996)
- Alletiders julemand (1997)
- Pyrus i alletiders eventyr (2000)
- Nissernes Ø (2003)

### Tv-serier
- Dahlgårds Tivoli (1999)

## Ægtefæller
- 1983–2001: Alberte Winding[8]
- 2012–: Mette Vibe Utzon[9]